# Charlie Stewart
Charlie Stewart (Las Vegas, Nevada, 9 september 1993) is een Amerikaanse acteur die in veel televisieseries speelt, maar zijn rol is meestal klein. Charlie Stewart is het bekendst van zijn rol als Bob in The Suite Life of Zack & Cody.

## Filmografie
- A Modern Twain Story: The Prince and the Pauper (2007) - Toms vriend
- The Santa Clause 3: The Escape Clause (2006) - Dr. Hismus
- Firehouse Dog (2005) (Film) - Young Scout (Stem)
- Life with Bonnie (2002) (TV Serie) - Charlie Malloy
- Bad Boy (2002) (Film) - Dawgs vriend
- The Animal (2001) (Film) - Evidence Room Kid

## Gastrollen
- Out of Jimmy's Head (2007) - Jimmy's doel
- My Wife and Kids (2005) - Gemeen Kind
- The Suite Life of Zack and Cody (2005-2007) - Bob

- The Tonight Show with Jay Leno (2003) - Zichzelf
- Even Stevens (2002) - Kleine Timmy
- Yes, Dear (2002) - Bright Star
- Becker (2002) - Charlie
- Malcolm in the Middle (2001) - Kind #2
- Gilmore Girls (2001) - Kind #3
- 7th Heaven (2001) - Pee Wee #2
- The Norm Show (2001) - Matthew
- The Drew Carey Show (2001) - Kleine jongen
- ER (2000) - Albert

## Trivia
- Hij speelt Dr. Himus in de film The Santa Clause 3: The Escape Clause.
- Hij is buren met Dylan and Cole Sprouse, met wie hij ook heeft gewerkt.